# Die Unverbesserlichen
Die Unverbesserlichen ist eine deutsche Fernsehserie der 1960er und frühen 1970er Jahre. In der Serie geht es um den Alltag und das Leben der eher kleinbürgerlichen Berliner Familie Scholz. Inge Meysel wurde seit ihrer Darstellung der Mutter Scholz von der Presse und der Bevölkerung oftmals als „Mutter der Nation“ bezeichnet.

## Folgen

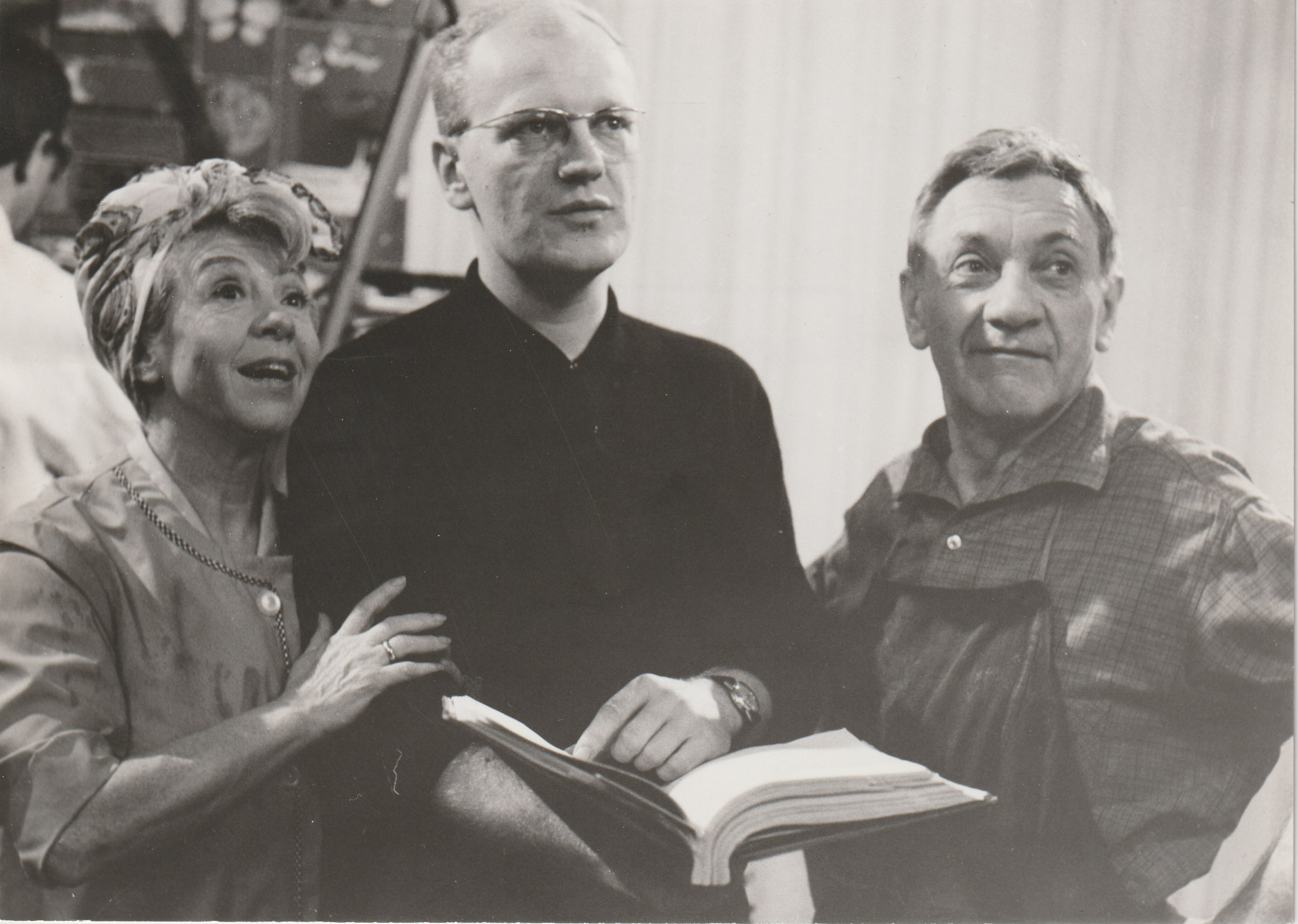
Inge Meysel, Claus Peter Witt und Joseph Offenbach (von links nach rechts) bei den Dreharbeiten zu der ersten Folge im November 1964

| Erstsendung                                                      | Untertitel                  | Länge |
| ---------------------------------------------------------------- | --------------------------- | ----- |
| * 9. Mai 1965                                                    | Die Unverbesserlichen       | 80'   |
| 15. Mai 1966                                                     | – nichts dazugelernt        | 90'   |
| 2. April 1967                                                    | … und ihr Optimismus        | 84'   |
| * 12. Mai 1968                                                   | … und ihre Sorgen           | 105'  |
| 25. Mai 1969                                                     | … und ihre Menschenkenntnis | 106'  |
| 17. Mai 1970                                                     | … und die Liebe             | 109'  |
| * 9. Mai 1971                                                    | … und ihr Stolz             | 101'  |
| Regie: Claus Peter Witt Drehbuch: Robert Stromberger * Muttertag |                             |       |

### Handlung

#### Die Unverbesserlichen
Familie Scholz besteht aus den Eltern Kurt und Käthe Scholz sowie ihren drei Kindern Doris, Rudi und Lore und in der ersten Folge aus Tante Hertha, ab Folge 2 kommt noch Oma Köpcke hinzu, Käthes Mutter.
Für den Familienvater Kurt Scholz ist es Ehrensache, sich jeden Sonntag ein Fußballspiel anzusehen, zumal sein 18-jähriger Sohn Rudi zu den besten Spielern der Heimmannschaft gehört. Da die Familie auch regelmäßig Toto spielt, erwartet sie beim sonntäglichen Kaffeetrinken die im Radio verkündeten Ergebnisse immer mit großer Spannung. Diesmal hat es geklappt. Zwar ist die Familie erst einmal auf der Suche nach dem Totoschein und glaubt dann, dass Mutter Käthe die Kreuze falsch gesetzt habe, weshalb der Schein ungültig sei. Letztendlich überbringt der Geldbriefträger aber dann den Gewinn, einen Betrag von 1.250 DM.
Wie in dieser Familie üblich glaubt nun jeder, das kaufen zu müssen, was er selbst für richtig und wichtig hält. Während Käthe Scholz eine neue Nähmaschine ersteht, um damit von zu Hause aus arbeiten zu können, was ja dann wiederum der Familie zugute komme, kauft ihr Mann Kurt einen Pkw und verursacht damit sogleich einen Verkehrsunfall mit erheblichem Schaden am neuen Wagen. Auch er selbst trägt Blessuren davon. Rudi hingegen hat seinen Wunsch nach einem neuen Fernseher verwirklicht, und Tochter Doris hat das Geld in eine Kautionszahlung für eine Wohnung investiert, in die sie mit ihrem Mann Helmut ziehen möchte. Der Unfall verändert die Lage jedoch entscheidend. Alle Ausgaben müssen rückgängig gemacht werden, vom gewonnenen Geld bleibt kaum etwas übrig. Der Vorfall bringt die Familie aber auch dazu, darüber nachzudenken, was wirklich wichtig ist. Und eine Überraschung gibt es auch noch. Nicht Rudi, in dessen Schrank Vater Scholz Babywäsche entdeckt hatte, was zum Zerwürfnis zwischen Vater und Sohn führte, sondern Doris erwartet Nachwuchs. Und fast unbemerkt von der Familie ist Tante Hertha aus der Scholzschen Wohnung ausgezogen.

#### – nichts dazugelernt
Fünf Jahre später: Der kickende Sohn Rudi gibt mit 23 Jahren seine Stellung bei der Post zugunsten einer Karriere als Profifußballer auf. Auch für Vater Scholz ergeben sich Veränderungen: Waren er und seine Frau davon ausgegangen, dass man ihn in der Firma bitten würde, über seinen 65. Geburtstag hinaus zu bleiben, sieht er sich kurz vor seiner Verrentung mit einem jüngeren Kollegen konfrontiert, der seine Stelle einnehmen soll. Verletzt und gedemütigt verschweigt er Käthe dies und gibt vor, weiter zu arbeiten. Tag für Tag geht er aus dem Haus und läuft bis abends ziellos durch die Straßen. Als Käthe hinter die Sache kommt, stellt sie Kurts ehemaligen Chef zur Rede, jedoch ohne Erfolg. Kurt muss sich nun an das Rentnerdasein gewöhnen. Ein von Käthe erfundener Kollege des Schwiegersohns Helmut bringt die Rettung für den „nutzlosen“ Rentner: Kurt soll nun Radios von Bewohnern eines Altenheims reparieren. Die Geräte besorgt Käthe jedoch bei einem Radiohändler.
Oma Elisabeth Köpcke, Käthes Mutter, zieht in dieser Folge bei den Scholzens ein, da ihr Haus abgerissen werden soll und sie sich für keine andere Wohnung entscheiden kann.

#### … und ihr Optimismus
Drei Jahre später: Tochter Doris glaubt sich von ihrem Mann Helmut betrogen, zieht – unterstützt von Mutter Käthe – wieder zu den Eltern und reicht die Scheidung ein. Pech für Doris: Sie kann den Betrug nicht nachweisen und wird wegen böswilligen Verlassens anteilig schuldhaft geschieden. Oma Köpcke, die mittlerweile mit in die Wohnung gezogen ist, und Doris, die mit ihrem Sohn Michael wieder im Hotel Mama gelandet ist, geraten nun zunehmend aneinander. Ein körperlicher Zusammenbruch Käthes führt zu der Entscheidung, die Großmutter in ein Heim zu bringen. Da man sich private Heime nicht leisten kann und Oma Köpcke sich weigert, in ein städtisches Heim zu ziehen, muss Käthe zu einer List greifen. Jetzt erst stimmt die Oma zu, und die Wohnsituation in der Scholzschen Wohnung entspannt sich.

#### … und ihre Sorgen
Ein Jahr später: Tochter Lore geht als Austauschschülerin nach Paris, und die Französin Monique zieht bei Scholzens ein. Dies bringt neue Aufregung, zumal Oma Köpcke mit ihren zahlreichen Besuchen Käthe auf die Nerven fällt. Dazu kommen noch Sorgen um die Gesundheit von Vater Scholz, der über Schmerzen im Unterbauch klagt, was Käthe zunächst für Einbildung hält und ihren Mann deshalb nicht ernst nimmt. Als die Schmerzen immer heftiger werden, wird Kurt ins Krankenhaus eingeliefert und operiert. Es stellt sich heraus, dass er an einer Blinddarmentzündung leidet, der Blinddarm jedoch bei ihm an der linken statt an der rechten Seite sitzt. Die streng geregelten Besuchszeiten im Krankenhaus bereiten seiner besorgten Ehefrau große Probleme, außerdem wird sie vom Krankenhauspersonal nicht ausreichend über Kurts Gesundheitszustand informiert. Verärgert über diese Bedingungen lässt sie ihren Mann ohne dessen Wissen auf die Privatstation verlegen, wofür sie finanzielle Unterstützung von Rudi bekommt. Kurt kehrt schließlich genesen nach Hause zurück. Tochter Lore hat derweil ihre Rückkehr angekündigt. Als Käthe und Kurt sie vom Bahnhof abholen, erleben sie eine Überraschung: Statt auf Lore treffen sie auf den jungen Franzosen Pierre, der sich als ihr Verlobter entpuppt.

#### … und ihre Menschenkenntnis
Ein Jahr später: Kurt und Käthe Scholz wollen nach Paris fahren, um Tochter Lore zu besuchen und die Eltern ihres Schwiegersohns in spe kennenzulernen. Kurz vor der Abfahrt des Fernbusses von Berlin erreicht sie die Nachricht, dass Pierre in Berlin ist, da er Lore dort bei ihrer Familie glaubt. Sie hat ihm nur knapp mitgeteilt, dass sie eine Stelle in Brasilien angenommen hat, und er ist nun davon ausgegangen, dass sie in Berlin von ihrer Familie Abschied nehmen will und er sie so noch einmal sprechen könne.
Kurt quälen finanzielle Sorgen: Er hat sich seine Rente auszahlen lassen und sie wegen des hohen Zinssatzes von zwölf Prozent von einer dubiosen Immobilienfirma anlegen lassen. Diese meldet jedoch Insolvenz an, und Kurt verliert seine zwanzigtausend Mark. Um Käthe weiterhin Geld geben zu können, trägt er Werbeprospekte aus und tritt schließlich einen Posten als Nachtportier an. Käthe lässt er in dem Glauben, dass er weiterhin ehrenamtlich für Rudis Fußballverein tätig sei. Nur Tochter Doris ist eingeweiht und klärt die Mutter auf. Es kommt zu einer Aussprache zwischen den Eheleuten.
Auch Sohn Rudi ist in einer schwierigen Situation: Seine Freundin Dagmar ist ungeplant von ihm schwanger und entschlossen, das Kind gegen seinen Willen zu bekommen. Rudi hat jedoch ein Angebot von einem Genfer Fußballverein, der ihm ein Handgeld von 15.000 DM zahlt, von dem er sich einen Opel GT leistet. Er denkt in erster Linie an seine Karriere und kümmert sich nicht um Dagmar. Seine Eltern versuchen ihn dazu zu bringen, zu dem Kind zu stehen und Dagmar zu heiraten, jedoch erfolglos. Allein Kurt und Käthe stehen Dagmar zur Seite, in der Hoffnung, dass Rudi es sich noch anders überlegt. Für Rudi aber kommt es noch dicker: Bei einem Spiel erleidet er einen Riss der Achillessehne und wird spielunfähig. Seine Karriere scheint daher beendet, außerdem steckt er durch die Behandlungskosten und das zurückzuzahlende Handgeld des Genfer Vereins in Schulden. Nach der Geburt der gemeinsamen Tochter Gitti möchte sich Rudi bei Dagmar entschuldigen und bittet sie, zu ihm zurückzukommen. Sie wirft ihn aus der Wohnung.

#### … und die Liebe
Nach einem schweren Foul ist Rudis Fußballkarriere beendet. Nun verkauft er ahnungslosen Kunden gebrauchte PKWs mit manipuliertem Tacho. Davon ist Dagmar, mit der er im Laufe der Folge zusammenzieht, nicht erbaut. Ein Autounfall, bei dem Rudi einen Rentner anfährt, kostet ihn sowohl den Führerschein als auch den lukrativen Job. Seine Schwester Doris lernt bei der Suche nach einer Wohnung, in der sie ein Kosmetikstudio einrichten kann, den Stararchitekten Jürgen Hechler (Günter Pfitzmann) kennen. Der verliebt sich zwar Hals über Kopf in die gutaussehende Scholz-Tochter, doch mit ihrem Sohn Michael kommt er nicht zurecht. Auch der 39. Hochzeitstag bringt für Scholzens nicht viel Freude, denn Kurt macht mittlerweile die Buchhaltung für die Besitzerin eines Tante-Emma-Ladens, in dem Käthe Stammkundin ist. Bei Witwe Urban fühlt sich Kurt wie auf Händen getragen, denn er bekommt von ihr die Aufmerksamkeit, die er bei Käthe vermisst. Er ist daher kaum noch zu Hause. Als Käthe dahinterkommt, dass Kurt gerade seinen zweiten Frühling erlebt, stellt sie Witwe Urban zur Rede, die ihr eröffnet, dass sie wegziehen wird. Kurt und Käthe wagen einen Neuanfang. Rudi hat eine Ausbildung zum Programmierer begonnen, wittert jedoch bald eine neue Chance, nämlich als Fußballtrainer arbeiten zu können. Daher legt er die Ausbildung auf Eis und liegt Dagmar weiterhin auf der Tasche. Diese bemängelt Rudis Lebenseinstellung. Die beiden kommen zu dem Schluss, dass sie nicht zueinander passen, und trennen sich.

#### … und ihr Stolz
Doris und Jürgen Hechler heiraten. Doch hat sich Michael noch immer nicht mit seinem neuen Vater arrangiert. Er schwärzt ihn bei seinen Großeltern an, indem er die Einladung zum offiziellen Hochzeitsempfang im Hilton-Hotel, zu dem Kurt und Käthe nicht eingeladen sind, den Großeltern zuspielt. Diese sind zutiefst verletzt, weil sie davon überzeugt sind, dass der bekannte Architekt sich seiner „armen Verwandtschaft“ schäme. Da sie bereits ihre eigene große Wohnung gekündigt haben, um in eine günstige aus Hechlers Bestand zu ziehen, kommen sie nun in Schwierigkeiten. Trotzdem teilen sie Doris mit, dass sie nicht mehr vorhätten, in Hechlers Immobilie zu ziehen. Nun heißt es, in den Zeiten von Wohnraumknappheit in Berlin eine geeignete günstige Wohnung zu finden. Als sie wieder und wieder scheitern, gehen Kurt und Käthe jeweils verborgen vor dem anderen zu Jürgen Hechler und bitten ihn um Hilfe. Auf Michaels Geburtstagsfeier kommt es zur Versöhnung, und die Scholzens ziehen nun doch in eine von Jürgen vermittelte Wohnung.
Dagmar hat einen anderen Mann kennengelernt und bricht den Kontakt zu den Scholzens ab, zumal sich Rudi kaum um seine Tochter kümmert. Oma Köpcke hat derweil in der Fernsehlotterie eine Reise nach Paris gewonnen und möchte diese mit ihrer Zimmergenossin Frau Tannweiler antreten, schließlich schenkt sie sie jedoch ihrer Tochter und ihrem Schwiegersohn, die sich schon lange eine solche Reise gewünscht haben.

## Charaktere

### Käthe Scholz, geb. Köpcke
Käthe Scholz ist zu Beginn der Serie schätzungsweise Anfang 50 und arbeitet als Schneiderin. Später ist sie Hausfrau und nimmt gelegentlich Nähaufträge an. Sie ist der Mittelpunkt der Familie. Fixpunkte in ihrem Leben sind ihre Kinder und ihr Enkel Michael, den sie nach der Scheidung der Tochter großzieht. Des Weiteren trägt sie Sorge für ihre Mutter, was keine einfache Aufgabe ist. Käthe mischt sich gerne in die Angelegenheiten ihrer erwachsenen Kinder ein und geht dabei oft einen Schritt zu weit. Andererseits ist sie hilfsbereit und fürsorglich, vernachlässigt jedoch oft ihren Ehemann, was in der 6. Folge zu eskalieren droht, als Kurt die Nähe zur Witwe Urban sucht. Käthe zeichnet sich durch eine meist hektische und impulsive Art aus. Sie fürchtet nicht, ihre Meinung zu sagen. Beispielsweise dringt sie nach dem Scheidungsprozess ihrer Tochter in den Gerichtssaal ein und erklärt dem Richter lautstark, was sie von untreuen Ehemännern hält. Auch der Chef ihres Mannes bekommt ihre Meinung zu hören, nachdem er diesen in Rente geschickt hat. Käthes Sichtweise ist aber durchweg optimistisch, womit sie ihren Mitmenschen einerseits hilft, andererseits betreibt sie eine starke „Illusionspolitik“, indem sie sich viele Dinge schönredet, die dann bei weitem nicht so ausgehen, wie sie es sich vorstellt. Beispielsweise ist sie davon überzeugt, dass Kurt als hochgeschätzter Mitarbeiter in seiner Firma unersetzlich ist und auch über die Rente hinaus gebraucht wird; ebenso glaubt sie, dass der Scheidungsprozess ihrer Tochter Doris zu deren Gunsten ausgehen werde. Versuche, in ihre zur Routine gewordenen Ehe durch gemeinsame romantische Abende oder sonstige Unternehmungen ein wenig Abwechslung zu bringen, gestalten sich auch von Seiten Kurts als schwierig. Kein Verständnis hat Käthe dafür, dass ihre vom aufkommenden Wohlstand geprägten Kinder die Ferien auf Mallorca statt im Schwarzwald verbringen und sich in ihren Augen luxuriöse Artikel wie einen Barkühlschrank oder eine Fernsehtruhe kaufen. Auch die ständig wechselnden Liebesbeziehungen ihres Sohnes sieht sie kritisch. Als Rudi die schwangere Dagmar sitzen lässt, hält sie ihrer „Schwiegertochter“ die Stange und leistet ihr moralische Unterstützung. Der Gedanke, dass Rudis Kind unehelich ist, beschämt sie jedoch.
Käthe kann nicht akzeptieren, dass ihre Kinder erwachsen sind und eigene Wege gehen. Als alle ausgezogen sind und ihr Mann sich weitgehend bei Frau Urban, einer mit der Familie befreundeten Nachbarin, aufhält, fällt ihr die Decke auf den Kopf. Nun muss sie sich damit arrangieren, ihren Alltag ohne ihre Kinder zu meistern.

### Kurt Scholz
Kurt Scholz ist zu Beginn der Serie Anfang 60; im 2. Teil feiert er seinen 65. Geburtstag und wird von seiner Firma, in der er als Buchhalter tätig ist, in den Ruhestand geschickt. Damit kann er sich zunächst nicht anfreunden, denn Kurt braucht stets Beschäftigung. Er ist ehrenamtlich in Rudis Fußballverein tätig und repariert gerne Radios. Außerdem hilft er im Rentenalter noch ab und zu als Buchhalter in einigen Firmen aus. Zu Hause gibt es öfters Probleme mit Sohn Rudi, auf dessen Fußballkarriere Kurt stolz ist. Andererseits geht es ihm gegen den Strich, dass Rudi sich nur noch auf seine Karriere fixiert und seine schwangere Freundin verlässt. Kurt fühlt sich gegenüber seinen Kindern benachteiligt, weil Käthe ihnen meist mehr Aufmerksamkeit schenkt als ihm. Oft sind die beiden, die in den sieben Folgen etwa 30 bis 40 Jahre verheiratet sind, nicht ehrlich miteinander und halten Dinge voreinander geheim, was jedes Mal in einem Streit endet. Dennoch raufen sie sich immer wieder zusammen. Ein weiteres, immer wieder auftauchendes Thema der Serie ist die finanzielle Lage der Scholzens: Die Familie lebt von Kurts überschaubaren Rente und den gelegentlichen Näharbeiten seiner Frau. Nachdem Kurt seine Ersparnisse bei einer Finanzspekulation verloren hat, muss er als 68-Jähriger diversen Jobs nachgehen, die wenigstens 200 Mark einbringen, damit das Haushaltsgeld reicht. In der ersten Folge ist Kurt Scholz aufbrausend und aggressiv, später wird er ausgeglichener und gutmütiger dargestellt. Wenn es Schwierigkeiten mit der Oma gibt, zeigt er sich beispielsweise meist diplomatisch, wodurch es ihm gelingt, die Situation zu entspannen. Kurt hat eine Schwester namens Herta, die in der 1. Folge bei Scholzens in der Wohnung wohnt, zum Schluss der Folge auszieht, später aber nicht mehr auftaucht, sondern nur noch in der 2. Folge erwähnt wird, als ein Blumenstrauß von ihr zu Kurts Geburtstag abgegeben wird.

### Oma Elisabeth Köpcke
Oma Köpcke, auch Omimi genannt, ist Käthes Mutter, wird in der 1. Folge nur erwähnt und hat ihren ersten Auftritt – inzwischen verwitwet – in Folge 2. Sie ist 74 Jahre alt und hat außer Käthe zwei weitere Kinder, die in der Serie aber nicht auftauchen. In die Wohnung der Scholzens zieht sie, da ihr Haus abgerissen werden soll und sie sich für keine andere Wohnung entscheiden kann. Die Oma weiß stets genau, was sie möchte und wie sie es erreichen kann, speziell in Folge 3, in der sie in ein Altenheim soll, sich vor der Fürsorgerin Fräulein Lehnert krank stellt und hinterher behauptet, ihr wäre wirklich sehr „elend“ gewesen. Auch sonst sorgt sie oft für Situationskomik. Sie darf keinen Bohnenkaffee trinken, da sie sonst nachts kein Auge zubekommt, und bekommt zum Kaffeetrinken am Sonntag zu ihrem großen Ärger stets Pfefferminztee, was in der Serie ein Running Gag ist. Später zieht sie schließlich doch ins Heim, allerdings in eines ihrer eigenen Wahl. Oft taucht sie überraschend zu Besuchen in der Scholzschen Wohnung auf und äußert beispielsweise hartnäckig den Wunsch nach einem Hörgerät, obwohl ihr Gehör noch voll funktioniert. In den unpassendsten Situationen bringt sie auch überraschend ihre Zimmergenossinnen Frau Schneider-Lützkendorf oder Frau Tannweiler mit. Die Oma ist lebensfroh und humorvoll und hat viele persönliche Kontakte im Altenheim. Wenn sie sich über bestimmte Geschehnisse äußert oder Dinge hinterfragt, bringt sie die eine oder andere moderne Weisheit mit in die Serie. Als Käthe ihr beispielsweise erzählt, dass Rudi und Dagmar trotz ihres Kindes nicht heiraten wollen, hält sie dies nicht etwa für einen Skandal, sondern erklärt ihrer Tochter: „Wenn man sich nicht richtig liebt, lässt man es heute sein. Du bist altmodisch, mein Kind! Das muss ich dir leider sagen.“ Oft fühlt sie sich jedoch speziell von ihrer Tochter unverstanden und verlässt sogar einmal beleidigt die Wohnung, da man ihr nicht zuhört. In der letzten Folge gewinnt sie in der Fernsehlotterie eine Reise nach Paris, die sie auch antreten möchte, dann aber ihrer Tochter und ihrem Schwiegersohn schenkt.

### Doris Hechler, geb. Scholz, gesch. Wichmann
Doris ist die älteste Tochter der Scholzens und arbeitet in einer Parfümerie. In der 1. Folge ist sie schätzungsweise Mitte oder Ende 20, frisch mit Helmut Wichmann verheiratet und schwanger, hat jedoch Eheprobleme, die in der 3. Folge zur Scheidung führen. Ihr Sohn Michael wächst daher hauptsächlich bei Käthe und Kurt auf. Oft kommt es zur Auseinandersetzung mit Käthe, die Michael verzieht und ihm bezüglich Schule und Hausaufgaben viele Schummeleien durchgehen lässt.
Doris muss sich mit ihrer Rolle als geschiedene Frau und den Wochenendausflügen, die Vater Wichmann mit seinem Sohn unternimmt, arrangieren. Irgendwann wird ihr geschiedener Mann jedoch nicht mehr erwähnt. Um den Sohn um sich zu haben und unabhängig von Mutter Käthe leben zu können, absolviert Doris eine Ausbildung zur Kosmetikerin und richtet sich in ihrer Wohnung eine Praxis ein. Dabei lernt sie den Stararchitekten Jürgen Hechler kennen; in der 7. Folge heiraten die beiden.

### Rudi Scholz
Rudi ist in der 1. Folge 18 Jahre alt und arbeitet als Postangestellter. Nebenbei bastelt er an seiner Karriere als Fußballer, weswegen er später bei der Post kündigt. Rudi erlebt als Fußballer Höhen und Tiefen, verdient aber zeitweise viel Geld, von dem er einiges großzügig seinen Eltern zukommen lässt. In der 5. Folge winkt ihm ein Angebot von einem Genfer Fußballverein, er verletzt sich jedoch (Achillessehnenruptur) und wird für spielunfähig erklärt. Rudi hat häufig wechselnde Beziehungen zu Frauen und ist auf keine dauerhafte Bindung aus. Dies gestaltet sich schwierig, als seine Freundin Dagmar ungeplant ein Kind von ihm erwartet. Rudi lässt Dagmar zunächst sitzen. Nach der Geburt der Tochter Gitti raufen sich die beiden kurzzeitig zusammen, trennen sich dann aber wieder. Im Laufe der Zeit kommt Rudi finanziell immer weniger für seine Tochter auf, weswegen Dagmar den Kontakt zu ihm abbricht. Das Verhältnis zu Vater Scholz ist in einigen Folgen schwierig, da der Vater öfters die moralische Einstellung seines Sohnes in Bezug auf Fußball, die schwangere Freundin und die damit einhergehende Verantwortung kritisiert. Auch kann Rudi sich nicht dazu aufraffen, nach seiner Verletzung eine Berufsausbildung aufzunehmen. Zum Ende der Serie hat er eine Anstellung als Fußballtrainer in Köln, verliert diese aber und kehrt nach Berlin zurück.

### Lore Scholz
Lore ist die jüngste Tochter der Scholzens. In der 1. Folge ist sie Schülerin auf einem Gymnasium und bleibt sitzen. Nach ihrem Abitur arbeitet sie als Sprechstundenhilfe in einer Arztpraxis. Lore stellt ihrer Familie in der 2. Folge mehrere Männer vor, zunächst den jungen Lehrer Rocker, mit dem Käthe aber nicht einverstanden ist, da Lore „ganz andere Partien machen kann“. Daher gibt ihr Käthe nur ungern die Erlaubnis, mit Herrn Rocker auszugehen, und verlangt von ihr, pünktlich um halb elf zu Hause zu sein. Später lernt Lore beim Tanzen den Medizinstudenten Jürgen Lenz kennen, der einen Sportwagen fährt und dessen Vater Chef einer Klinik ist. Nun ist Käthe mit allem einverstanden und Feuer und Flamme, als ihre Tochter zum Ärzteball eingeladen wird. Allerdings verfolgt Lenz ganz andere Absichten, denn er lockt Lore vor dem Ball in seine Wohnung und versucht, sie ins Bett zu bekommen, woraufhin Lore wutentbrannt aus der Wohnung flieht. Später verlässt sie ihre Familie, um als Austauschschülerin nach Paris zu gehen, und verlobt sich dort mit dem jungen Franzosen Pierre. Als ihre Eltern sie in Paris besuchen wollen, hat sie sich jedoch bereits von Pierre getrennt und ist auf ein Jobangebot in Rio de Janeiro eingegangen. Zum letzten Mal erwähnt wird sie in der 5. Folge.

### Michael Wichmann
Michael ist der Sohn aus Doris’ erster Ehe. Nach der Scheidung seiner Eltern wächst er weitgehend bei den Großeltern Scholz auf und ersetzt ab Folge 4 Lore als „ständiges“ Kind. Anfangs hat er noch Kontakt zu seinem Vater, was später jedoch einschläft, da dieser neu heiratet. Daher ist Kurt für Michael eine Vaterfigur. Oft geht es um die schulischen Probleme des Jungen. Da er recht faul ist, bringt er schlechte Noten nach Hause und lässt sich von der Oma Entschuldigungen schreiben. Schwierigkeiten gibt es außerdem, als Doris Jürgen Hechler kennenlernt. Michael will dem Architekten eins auswischen und lässt den Großeltern eine Einladung zu der Hechlerschen Hochzeitsfeier zukommen, zu der sie nicht eingeladen sind. Später versöhnen sich Michael und sein neuer Vater jedoch.

## Produktion und Veröffentlichung
Die Handlung spielt in Berlin, Drehort war jedoch oft Hamburg (zu sehen auch an den Zeitungsmeldungen).
Die ersten vier Folgen wurden in Schwarzweiß gedreht. Ursprünglich war nur eine Folge geplant, aber aufgrund des Erfolgs beim Publikum wurden weitere Folgen produziert. Regie führte Claus Peter Witt, das Drehbuch stammte von Robert Stromberger. Die Serie wird auf vielfältige Weise musikalisch untermalt, meist durch Fernsehen, Radio und Schallplatten der Scholzens. Im Abspann der einzelnen Folgen kommen unter anderem Die Fledermaus von Johann Strauss, Eloise von Barry Ryan und Kompositionen von James Last vor. Während des Handlungsverlaufs werden z. B. Der Freischütz, Hoffmanns Erzählungen oder My fair Lady gespielt. Ausstrahlungsanlass war alljährlich der Muttertag.
Zwischen der Ausstrahlung der ersten und zweiten Folge lag ein Jahr, jedoch lässt sich in der familiären Situation der Scholzens zwischen der ersten und zweiten Folge ein Zeitraum von rund fünf Jahren feststellen; z. B. ist in der ersten Folge Michael, der Sohn von Doris und Helmut Wichmann, noch nicht geboren, in der zweiten Folge ist er bereits im Vorschulalter.
Auch für 1972 war eine weitere Fortsetzung geplant, da allerdings Hauptdarsteller Joseph Offenbach fünf Monate nach Ausstrahlung der letzten Folge plötzlich verstarb, kam es nicht zur Realisierung. Offenbach und Meysel hatten sich zuvor bei einer Besprechung mit den Verantwortlichen gegen eine Fortsetzung ausgesprochen, da beide davon ausgingen, dass Agnes Windeck (Oma Köpcke) keine Dreharbeiten mehr schaffen würde, und ohne sie mochten sie nicht weitermachen.
2010 wurden die sieben Folgen zusammen mit einem Porträt von Inge Meysel („Inge Meysel — Die Unverbesserliche“) auf acht DVDs veröffentlicht.